# "Slut!"
"Slut!" è un singolo della cantautrice statunitense Taylor Swift, pubblicato il 27 ottobre 2023 come terzo estratto dall'album in studio 1989 (Taylor's Version).

## Descrizione
Il brano è stato scritto e prodotto da Swift in collaborazione con Jack Antonoff e Patrik Berger, con Antonoff che ha contribuito anche ai cori della canzone. È stato descritto come un brano midtempo, con sintetizzatori reminiscenti del synth pop degli anni '80, oltre alla presenza di una grande varietà di strumenti musicali. Il The Washington Post ha descritto Slut! come una traccia "silenziosa, che passa in secondo piano" nonostante il punto esclamativo nel titolo, mentre Elle l'ha descritta come "una traccia pop sognante".
Dal punto di vista del testo, il brano affronta il tema di una storia d'amore così intensa da essere vissuta a dispetto dei detrattori, in particolare facendo riferimento alla percezione dei media della vita sentimentale di Swift, la quale veniva spesso dipinta come una "sgualdrina" (da cui il titolo della canzone) per le sue frequentazioni negli anni. Sempre il The Washington Post ha commentato il testo descrivendolo come "carico di frustrazione" e in esso l'interprete non perde l'occasione di rispondere alle critiche riguardanti la sua relazione.

## Promozione
Il titolo della traccia è stato suggerito il 19 settembre 2023 attraverso la pubblicazione di un video da parte della cantante che raffigurava l'apertura della cassaforte di 1989 (Taylor's Version), come già avvenuto in precedenza per i brani cosiddetti "From The Vault" di Fearless (Taylor's Version) e Red (Taylor's Version). Il video includeva solamente i caratteri "T-S-!-U-L" per comporre il titolo "Slut!", mentre per gli altri brani inediti Swift si è avvalsa della collaborazione di Google per la relativa caccia al tesoro, il cui completamento dipendeva dalla soluzione di una determinata quantità di puzzle. Il 21 settembre, l'artista ha pubblicato la tracklist ufficiale del disco, confermando il titolo della traccia, reso graficamente come virgolettato.
Il brano è uscito come singolo per il mercato italiano il 27 ottobre 2023, in contemporanea con la pubblicazione del disco da cui è tratto.
Una versione acustica è uscita il 9 novembre 2023 come parte dell'edizione Deluxe+ di 1989 (Taylor's Version).

## Classifiche
| Classifica (2023)   | Posizione massima |
| ------------------- | ----------------- |
| Brasile             | 96                |
| Canada              | 3                 |
| Emirati Arabi Uniti | 15                |
| Filippine           | 12                |
| Israele             | 96                |
| Lituania            | 49                |
| Malaysia            | 17                |
| Medio Oriente       | 19                |
| Polonia             | 55                |
| Stati Uniti         | 3                 |
| Vietnam             | 39                |